# Faith Bacon
Pour les articles homonymes, voir Bacon.

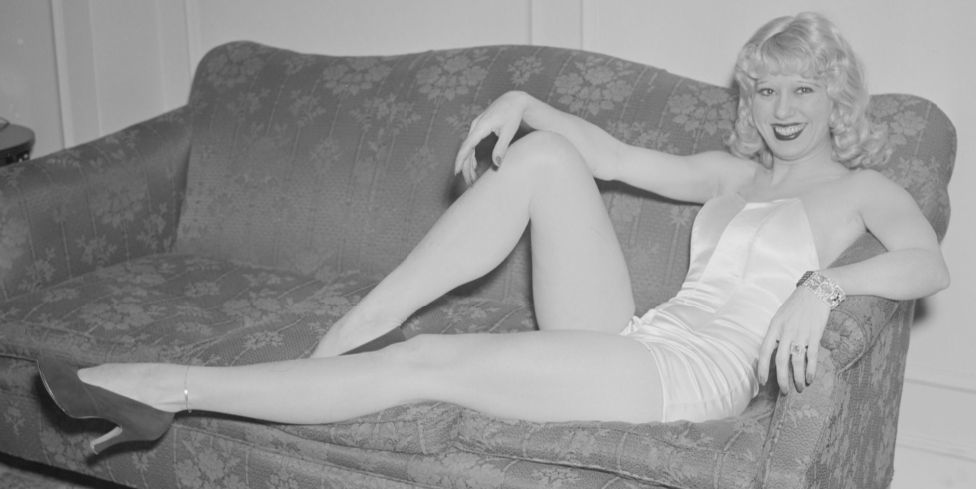
Faith Bacon, 1939

Faith Bacon (née Frances Yvonne Bacon le 19 juillet 1910 et morte le 26 septembre 1956) est une danseuse burlesque au sens américain du terme et actrice américaine. Au plus fort de sa carrière, elle a été présentée comme « la plus belle danseuse d'Amérique ».
Au cours de sa carrière, elle a utilisé dans ses numéros de danse nue, des bulles (Bubble dance (en)), des fleurs, comme dans la "danse des orchidées vivantes", et des éventails. On considère généralement que Faith Bacon a créé les danses de l'éventail et du voile associées à Sally Rand.

## Carrière
Frances Yvonne Bacon est née à Los Angeles, en Californie, de Francis Page Bacon et de son épouse Charmion, qui se sont mariés en septembre 1909. Le couple divorce quelques années plus tard,.
La carrière de Faith Bacon débute dans les années 1920 à Paris. Dans une interview de 1930, Bacon a déclaré qu'elle avait décidé de devenir danseuse lors de sa visite à Paris alors qu'elle n'avait jamais suivi de formation. Pendant son séjour à Paris, elle rencontre Maurice Chevalier et plus tard danse dans sa revue.
Après son retour aux États-Unis, Bacon apparaît à Broadway dans The Earl Carroll Vanities (en) d'août 1928 à février 1929 dans un numéro intitulé Fan Dance - Heart of the Daisies. Elle continue  à danser dans Fioretta et Earl Carroll's Sketch Book, en 1929 et 1930. En juillet 1930, elle apparaît en tant que "nue principale" dans une autre production d'Earl Carroll's Vanities. Elle exécute d'abord un numéro dans laquelle elle se tient nue et immobile sur scène tandis que les lumières "jouent sur son corps". À l'époque, les lois sur l'outrage public à la pudeur interdisent aux danseurs de bouger tout en apparaissant nus sur scène. Selon Bacon, elle et Carroll ont essayé plusieurs astuces différentes pour contourner ces lois avant de finalement proposer l'idée de la danse de l'éventail en utilisant deux énormes éventails blancs pour dissimuler la nudité, un éventail se déplaçant pour couvrir ce que l'autre éventail montre. C'est un succès immédiat,. Le 9 juillet 1930, la police fait une descente au New Amsterdam Theatre et arrête Faith Bacon, Earl Carroll et d'autres membres de la distribution pour "avoir donné une représentation indécente". Elle apparait ensuite dans une scène intitulée "A Window at Merls". Bien que le spectacle ai subit quelques changements, Bacon continue à interpréter la danse de l'éventail. Cependant, Earl Carroll a déclaré que Bacon portait un "arrangement en mousseline" pendant la représentation et n'était pas complètement nue. En août 1930, un jury décide de ne pas inculper Bacon, Carroll et ses collègues membres de la distribution.
À la suite de sa représentation dans les Earl Carroll's Vanities, Faith Bacon apparaît dans les Ziegfeld Follies de 1931 de juillet à novembre 1931. En 1933, elle se rend à Chicago pour se produire à l'exposition universelle de 1933. Après avoir appris que sa rivale la danseuse Sally Rand exécute une danse de l''éventail. Bacon, soutient qu'elle est à l'origine de la danse pour Earl Carroll en 1930, et se présente comme "The Original Fan Dancer",. À l'exposition universelle de 1939 à New York, elle occupe un poste officiel de danseuse à l'éventail.

### Déclin
Après être apparu à l'Exposition universelle de 1933, la carrière de Bacon commence à décliner. Au fil des ans, elle a acquis la réputation d'être difficile. Alors qu'elle travaille dans le spectacle Temptations à l'hiver 1936 au State-Lake Theatre de Chicago, Bacon se coupe les cuisses en tombant à travers un tambour de verre sur lequel elle pose nue. Les coupures lui laissent des cicatrices sur les cuisses et elle poursuit la Lake Theatre Corporation pour 100 000 $ de dommages et intérêts. Elle se contente de 5 000 $ qu'elle dépense pour un diamant de dix carats. L'accident lui laisse des cicatrices et des douleurs dans les jambes qui diminuent ses capacités.
En octobre 1938, Bacon poursuit la danseuse Sally Rand pour 375 000 $ de dommages-intérêts et demande une interdiction de faire la danse de l'éventail dont Bacon maintient toujours qu'elle en est à l'origine,,. Sally Rand nie les accusations de Bacon, invoquant la jalousie. Rand déclare : « L'idée de l'éventail est aussi ancienne que Cléopâtre. [. . . ] Elle ne peut pas me poursuivre pour ça ».
En 1938, Bacon fait sa seule apparition au cinéma dans Prison Train (en), réalisé par Gordon Wiles, dans lequel elle interprète le rôle de "Maxine",. Elle apparait au cinéma en 1942 dans deux courts métrages : Lady with the Fans et Dance of Shame. Le 23 avril 1939, elle est arrêtée une deuxième fois pour conduite désordonnée après avoir organisé un coup publicitaire sur Park Avenue à New York. Faith Bacon, devant danser une parodie de L'Après-midi d'un faune à l'exposition universelle de New York de 1939 la semaine suivante, se promène vêtu de "mèches de mousseline" et de feuilles d'érable tout en promenant un faon en laisse. Elle est libérée moyennant une caution de 500 $,. Une critique de l'époque indique que « Faith Bacon défile à travers une danse d'éventail mangée par les mites qui a perdu son punch depuis longtemps"  ».
Tout au long des années 1940, Faith Bacon continue à jouer son numéro dans divers clubs et salles à travers les États-Unis. En 1948, elle est embauchée pour faire la une d'une revue, mais le dernier jour de la représentation, elle affirme qu'on lui doit 5 044 $ d'arriérés de salaire. Elle affirme que le propriétaire tente de semer la terreur et elle a poursuivi le promoteur pour 55 444 $, l'accusant d'avoir mis des punaises sur la scène sur laquelle elle dansait pieds nus. Bacon perd l'affaire.

Au milieu des années 1950, elle tente de créer une école de danse dans l'Indiana, mais échoue et elle est retrouvée inconsciente après avoir apparemment tenté de faire une overdose de somnifères. Après cela, Faith Bacon ne trouve pas d'emploi et n'a plus d'argent. Elaine Stuart, une danseuse qui travaillait auparavant avec Bacon, reconnait Bacon dans une ruelle alors qu'avec son mari ils sortent par une porte de derrière dans un théâtre de Seattle. Dans Burlesque: Legendary Stars of the Stage, le mari d'Elaine, Lee Stuart, décrit la rencontre :
Nous sommes sortis par la porte de scène du Rivoli Theatre de Seattle après le spectacle de minuit. À l'écart de l'allée, dans l'ombre, se tenait ce que nous appellerions maintenant une sans-abri. Nous sommes passés devant elle quand ma femme s'est arrêtée et a dit : « Mon Dieu, Faith ? Inutile de dire que c'était Faith Bacon. Elle n'avait pas de chance et avait besoin d'aide. Ma femme lui a donné de l'argent et lui a parlé quelques minutes, mais [Faith] semblait pressée. [Elle] s'est éloignée, après avoir promis de descendre dans les coulisses le lendemain pour visiter. Nous ne l'avons jamais revue.
En 1956, Bacon vit à Érié, en Pennsylvanie, mais décide de se rendre à Chicago pour trouver du travail. À son arrivée, elle s'enregistre dans un hôtel et cherche du travail, mais n'en trouve pas.

## Décès
Le 26 septembre 1956, Bacon saute de sa fenêtre à l'hôtel Alan au 2004 Lincoln Park West à Chicago, tombant de deux étages avant d'atterrir sur le toit d'un bâtiment adjacent. La colocataire de Bacon, la vendeuse d'épicerie Ruth Bishop, a tenté d'intervenir en saisissant la jupe de Bacon alors qu'elle sort par la fenêtre, mais Bacon s'est libérée de son emprise,. Elle a subi une fracture du crâne, a eu les poumons perforés et des blessures internes et elle décède des suites de ses blessures à l'hôpital Grant plus tard dans la nuit.
Ruth Bishop a déclaré plus tard que Bacon semblait déprimée avant sa mort. Bishop a déclaré: « Elle voulait revenir sous les projecteurs. Elle aurait pris n'importe quel travail dans le show-biz ». Au moment de sa mort, Bacon n'avait pas d'argent et était séparée de son mari, l'auteur-compositeur Sanford Hunt Dickinson. L'inventaire de ses biens comprenait des vêtements, une bague en métal blanc, un billet de train pour Erié, en Pennsylvanie, et 85 cents. L'American Guild of Variety Artists a réclamé son corps et organisé son enterrement. Elle a été enterrée au cimetière Wunder à Chicago.

## Vie privée
En 1945, elle et Sanford Hunt Dickinson (1887 - 1958) , un homme d'affaires et auteur-compositeur de Buffalo, demandent une licence de mariage. Comme la rumeur disait que Bacon était gay, elle aurait peut-être cherché un mariage de convenance. On ne sait pas s'ils se sont réellement mariés; ils n'ont jamais vécu ensemble, mais n'ont jamais divorcé non plus. Selon Tullah Innes, une danseuse qui a fréquemment croisé Faith Bacon, Faith était lesbienne par nécessité car sa mère l'a tenue à l'écart des hommes.
Plus tard dans sa vie, des cas de forte consommation d'alcool et de drogue ont été signalés.